# Повітряне судно

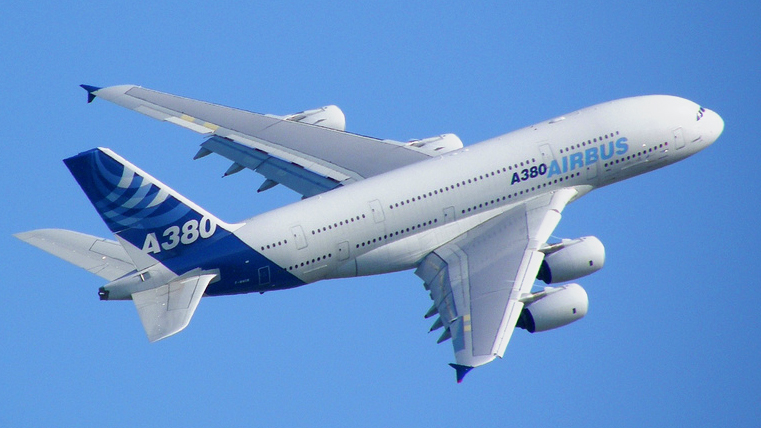
Airbus A380, найбільший у світі пасажирський літак

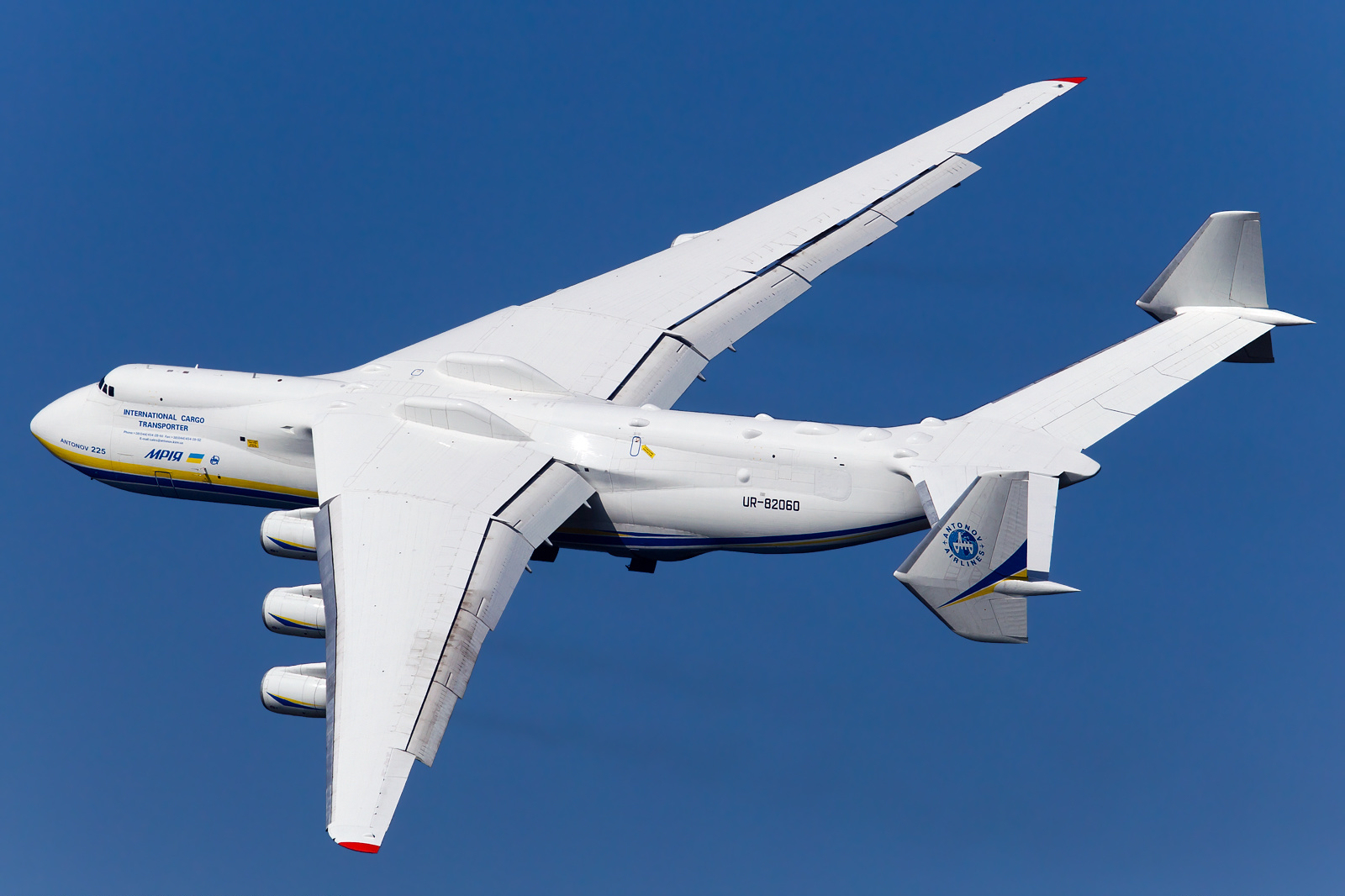
Найбільший у світі транспортний літак Ан-225 «Мрія», знищений під час російського вторгнення в Україну.

Повітряне судно — літальний апарат, що підтримується в атмосфері у результаті його взаємодії з повітрям, відмінної від взаємодії з повітрям, відбитим від земної поверхні. Повітряне судно долає силу тяжіння використовуючи статичний підйом або підйомну силу крила. До повітряних суден не належать літальні апарати та транспортні засоби, які використовують лише екранний ефект або призначені для польотів у космічному просторі, зокрема ракети, екраноплани (але не екранольоти), судна на повітряній подушці.
Сфера діяльності, пов'язана з будівництвом, експлуатацією та обслуговуванням повітряних суден називається авіацією. Повітряними суднами в авіації вважаються як пілотовані літальні апарати, тобто ті, на борту яких знаходиться екіпаж або льотчик-пілот, який здійснює керування ЛА, так і безпілотні, керування якими здійснюється оператором з землі або які здійснюють політ в автоматичному режимі за завчасно закладеною програмою.

## Історія розвитку повітряних суден
Історія авіації налічує понад два тисячоліття, від найперших інновацій, таких як повітряні змії та спроби стрибків з вежі, до надзвукових та гіперзвукових польотів на реактивних літаках, важчих за повітря. Запуск повітряних зміїв у Китаї, що датується кількома століттями до нашої ери, вважається найдавнішим прикладом польоту, створеного людиною. У XV столітті Леонардо да Вінчі створив проєкти літальних апаратів, що включали аеронавігаційні концепції, але вони були нездійсненними через обмеженість тогочасних знань
Наприкінці XVIII століття брати Монгольф'є винайшли повітряну кулю, яка незабаром призвела до пілотованих польотів. Майже в той самий час відкриття газоподібного водню призвело до винаходу водневої кулі. Різні теорії механіки, розроблені фізиками в той самий період, такі як динаміка рідини та закони руху Ньютона, призвели до розвитку сучасної аеродинаміки, особливо завдяки серу Джорджу Келі. Повітряні кулі, як вільно літаючи, так і прив'язані, почали використовуватися у військових цілях з кінця XVIII століття, у Франції під час Великої французької революції були створені повітряні компанії.

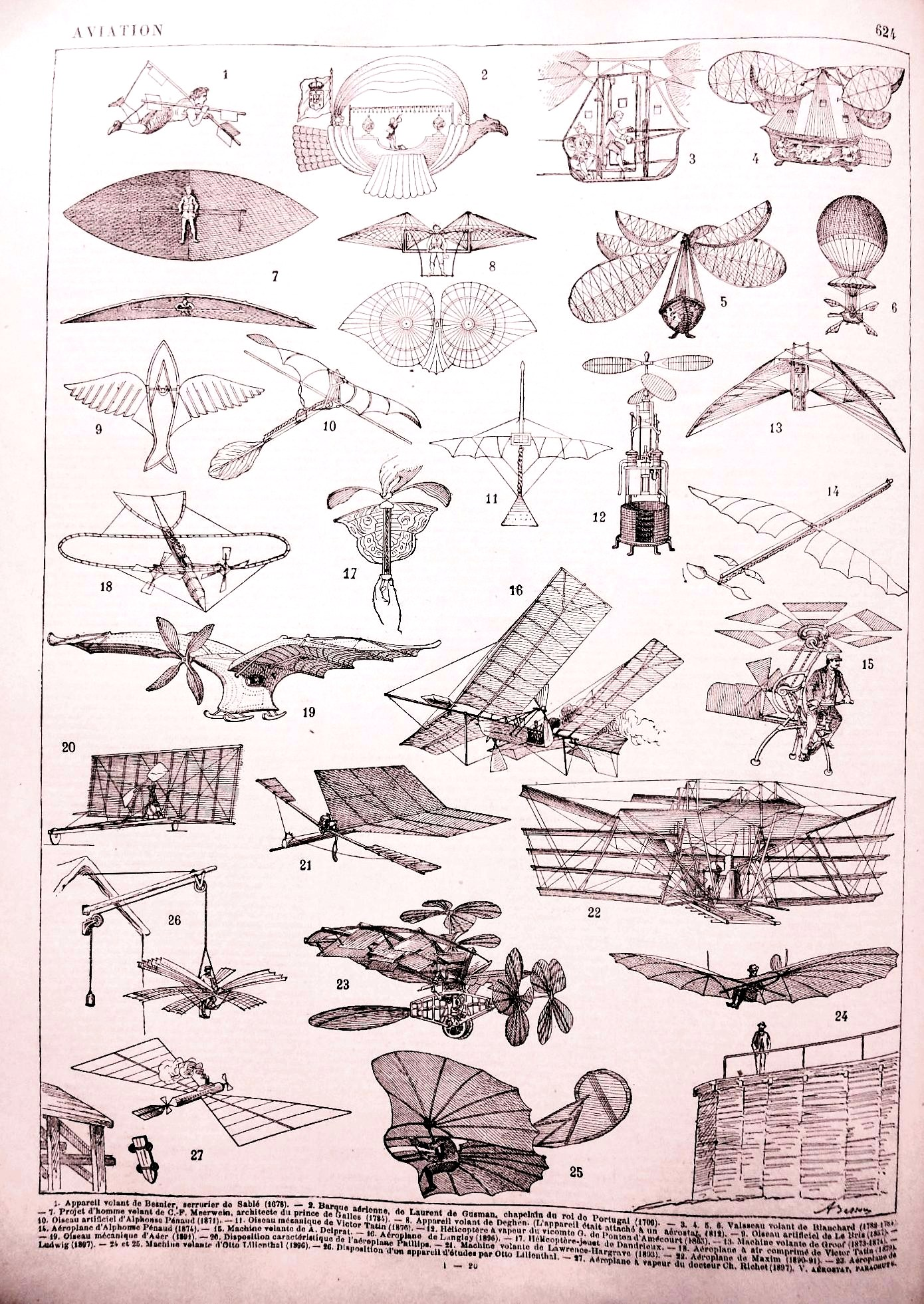
Авіація у XIX столітті

У XIX столітті, особливо в другій половині, експерименти з планерами стали основою для вивчення динаміки крилатих літальних апаратів, особливо в роботах Кейлі, Отто Лілієнталя та Октава Шанюта. На початку XX століття досягнення в галузі двигунобудування та аеродинаміки вперше зробили можливими керовані, моторні, пілотовані польоти важчих за повітря літальних апаратів. У 1903 році, після своїх новаторських досліджень та експериментів з конструкцією крила та керуванням літаком, брати Райт успішно поєднали всі необхідні елементи для створення та польоту першого літака, якій відбувся 17 грудня 1903 року. У 1906 році Чарльз Фредерік Пейдж отримав перший патент США на літальний апарат. Базова конфігурація з характерним хрестоподібним хвостом була створена до 1909 року, після чого відбулося швидке вдосконалення конструкції та покращення характеристик завдяки розробці більш потужних двигунів.
Першими повітряними суднами були жорсткі керовані аеростати, винайдені Фердинандом фон Цеппеліном, які стали синонімом дирижаблів і домінували в далеких польотах до 1930-х років, коли великі літаючі човни стали популярними для трансокеанських маршрутів. Після Другої світової війни на зміну літаючим човнам прийшли літаки, що літали з суші, які стали набагато потужнішими спочатку завдяки вдосконаленим гвинтовим двигунам, а потім іреактивним, що зробило революцію як у цивільній, так і у військовій авіації.
У першій половині XX століття обидві світові війні давали великі поштовхи технічному прогресу. Тому, відповідно, історію повітроплавання можна поділити на 5 періодів:
- Перші польоти, від найперших спроб до 1913 року.
- Перша світова війна, 1914—1918 роки.
- Міжвоєнний період, який називають Золотим періодом авіації, 1919—1938 роки.
- Друга світова війна, 1939—1945 роки.
- Післявоєнний період, який також називають періодом реактивної авіації, 1946 — дотепер.

У другій половині XX століття розвиток цифрової електроніки призвів до значного прогресу в галузі пілотажних приладів та систем електродистанційного керування. У XXI столітті безпілотні літальні апарати широко використовуються у військових, комерційних та рекреаційних цілях. Завдяки комп'ютеризованому управлінню, нестабільні за своєю природою конструкції літальних апаратів, такі як літаючі крила, також стали практичними.

## Види повітряних суден

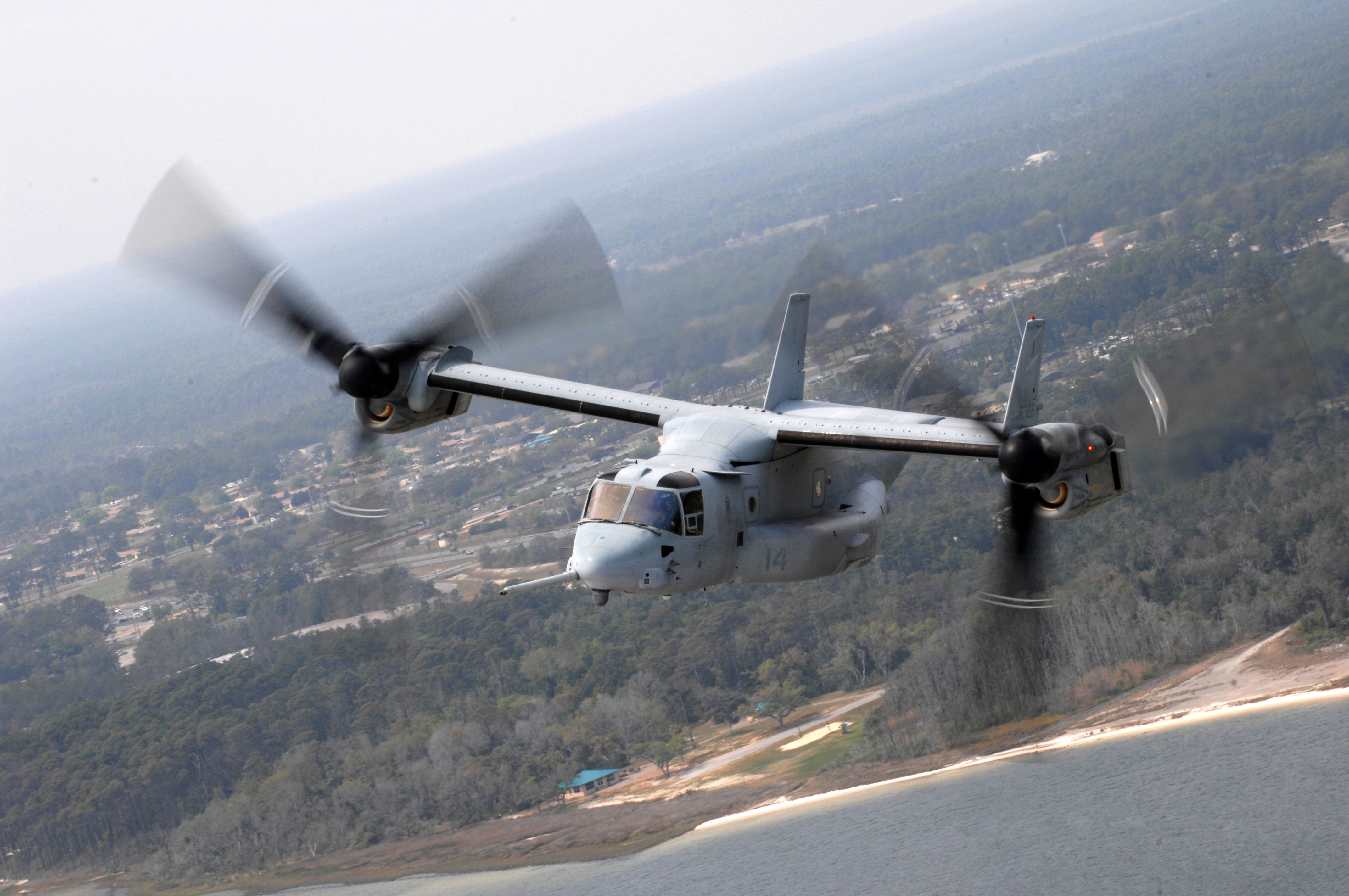
MV-22 (модифікація конвертоплана Bell V-22 Osprey) — в горизонтальному польоті

«Повітряний кодекс України» розрізняє державні повітряні судна, які застосовуються у військовій службі, органах митниці та прикордонній службі, службі цивільного захисту, в органах внутрішніх справ, і цивільні повітряні судна — повітряні судна, що не належать до державних повітряних суден, а входять до цивільної авіації (авіації, яка використовується для задоволення потреб економіки і громадян у повітряних перевезеннях і авіаційних роботах, а також для виконання польотів у приватних цілях).
Розрізняють такі види повітряних суден — автожир, аеростат, вертоліт, гвинтокрил, дирижабль, орнітоптер, м'язоліт, планер та літак. Відмінності між повітряними суднами полягають у наявності або відсутності силової установки, а також у питомій вазі цих апаратів (легші вони чи важчі за повітря). Повітряні судна, важчі від повітря, розрізняються також за масою (легкі, важкі), за конструкцією, завдяки якій вони утримуються в повітрі: наявність несучих поверхонь (крил), несучих гвинтів.
Літальний апарат, важчий за повітря — будь-який літальний апарат, у якого підйомна сила в польоті створюється головним чином внаслідок аеродинамічних сил. До них належать:
- Автожир — літальний апарат, підіймальна сила якого створюється завдяки ротору, що розміщений над фюзеляжем і вільно обертається від дії зустрічного повітряного потоку (явище авторотації);
- Вертоліт — літальний апарат, що підтримується в польоті головним чином внаслідок взаємодії повітря з одним або декількома несучими гвинтами, які обертаються силовою установкою навколо осей, що перебувають приблизно у вертикальному положенні.
- Гвинтокрил — літальний апарат, який переміщується за допомогою силової установки та підтримується у повітрі внаслідок взаємодії повітря з одним або декількома несучими гвинтами.
- Дельтаплан — безмоторний літальний апарат, підйомна сила якого в польоті створюється переважно внаслідок аеродинамічних реакцій на поверхні, що дає змогу рухатися в даних умовах польоту, а керування в польоті здійснюється головним чином за рахунок переміщення центру мас (балансирне керування), зліт та посадка на якому здійснюються за допомогою ніг пілота.
- Літак — літальний апарат, який приводиться в рух силовою установкою, підйомна сила якого в польоті створюється, в основному внаслідок аеродинамічних реакцій на поверхнях, що залишаються нерухомими в даних умовах польоту.
- Мотодельтаплан — літальний апарат, який переміщується у повітрі за допомогою силової установки, підйомна сила якого в польоті створюється за рахунок аеродинамічних реакцій на крило з гнучкою аеродинамічною поверхнею на жорсткому каркасі, а керування в польоті здійснюється за рахунок переміщення центру мас (балансирне керування).
- Мотопараплан — літальний апарат, підйомна сила якого в польоті створюється внаслідок аеродинамічних реакцій на поверхнях, які не мають жорсткого каркаса, та має злітно-посадковий пристрій на жорсткому каркасі кабіни екіпажу. Має поршневий двигун (двигуни), не більше двох місць включаючи місця екіпажу, не обмежену максимальну злітну масу.
- Мотопланер — це планер, з поршневим двигуном (двигунами), не більше двох місць включно з місцями екіпажу та максимальну злітну масу не більше 850 кг.
- Параплан — безмоторний літальний апарат, підйомна сила якого в польоті створюється внаслідок аеродинамічних реакцій на поверхнях, які не мають жорсткого каркаса, зліт та посадка на якому здійснюється за допомогою ніг пілота.
- Планер — літальний апарат, який переміщується без силової установки, підйомна сила якого створюється внаслідок аеродинамічних реакцій на поверхнях, які залишаються нерухомими в даних умовах польоту, має не більше двох місць включно з місцями екіпажу та максимальну злітну масу не більше 750 кг.

Легке повітряне судно — повітряне судно, яке має максимальну злітну масу не більше 5700 кг, серед них виділяють:
- безмоторне надлегке повітряне судно — літальний апарат типу дельтаплан, параплан, зліт якого здійснюється за допомогою ніг пілота;
- надлегке повітряне судно — літак, мотодельтаплан, які мають не більше двох місць включно з місцями екіпажу та максимальну злітну масу не більше 450 кг (для варіантів гідро і спецпризначення із встановленим обладнанням — 495 кг);
- дуже легке повітряне судно — літак, мотодельтаплан, гвинтокрил, які мають не більше двох місць включно з місцями екіпажу та максимальну злітну масу не більше 750 кг. Для дуже легкого гвинтокрила максимальна злітна маса не більше 600 кг.

|                              | Питома маса апарата в польоті |                    |                     |
| 'Наявність'силової установки | Легший від повітря            | Важчий від повітря | Важчий від повітря  |
| 'Наявність'силової установки | Легший від повітря            | З крилом           | З несучими гвинтами |
| Є                            | Дирижабль                     | Літак Орнітоптер   | Вертоліт            |
| Є                            | Дирижабль                     | Літак Орнітоптер   | Автожир             |
| Є                            | Дирижабль                     | Гвинтокрил         |                     |
| Немає                        | Аеростат                      | ПланерПараплан     | ПланерПараплан      |

## Правове регулювання використання повітряних суден
Перша юридична класифікація повітряних суден була представлена в прийнятих 13 жовтня 1919 року правилах про регулювання міжнародних повітряних пересувань, відомих як Паризька конвенція. Відповідно до цієї класифікації всі судна ділилися на три групи:
1. військові повітряні судна;
2. повітряні судна, призначені для обслуговування тільки державних цілей (поштові, митні, поліцейські);
3. приватні повітряні судна (всі інші, зокрема державні, які не потрапляють до другої категорії).

На зміну Паризької конвенції було прийнято Конвенцію про міжнародну цивільну авіацію від 7 грудня 1944 року, відому також як Чиказька конвенція. Відповідно до нового документа залишилося лише дві групи повітряних суден — державні та цивільні. Військові повітряні судна отримали статус державних.
Згідно з Повітряним кодексом України повітряні судна поділяються на державні, цивільні та експериментальні.
Повітряне судно є державним, якщо воно використовується на військовій, митній, прикордонній та міліцейській службах і зареєстровано у реєстрі державних повітряних суден.
Повітряне судно є цивільним, якщо воно зареєстроване у державному реєстрі цивільних повітряних суден.
Повітряне судно є експериментальним, якщо воно призначене для проведення випробувань, дослідно-конструкторських і науково-дослідних робіт. Експериментальне повітряне судно до реєстрів не заноситься.
У державному реєстрі цивільних повітряних суден України не реєструються:
- повітряні судна, зліт яких здійснюється за допомогою ніг пілота (дельтаплани, параплани, мотодельтаплани, мотопараплани тощо);
- метеорологічні кулі-пілоти, які використовуються виключно для метеорологічних потреб, безпілотні повітряні судна, авіаційні моделі тощо;
- безпілотні некеровані аеростати без корисного вантажу.

## Класифікація повітряних суден
- Позакласові — Ан-124, Ан-225, А-380 тощо.
- 1-го класу (75 т і більше) — Ту-154, Іл-62, Іл-76 тощо.
- 2-го класу (від 30 до 75 т) — Ан-12, Як-42, Ту-134 тощо.
- 3-го класу (від 10 до 30 т) — Ан-24, Ан-26, Ан-72, Ан-140, Іл-114, Як-40 тощо.
- 4-го класу (до 10 т) — Ан-2, Ан-3, Ан-28, Ан-38, Л-410, М-101Т тощо.

Клас повітряного судна пов'язаний з класом аеродрому, здатного прийняти дане повітряне судно.

## Екстремальні значення розмірів і швидкості

### За розміром
Найбільший за розмірами та об'ємом літальний апарат (станом на 2016 рік) — британський Airlander 10 завдовжки 92 м, гібрид дирижабля з гелікоптером і фіксованим крилом, здатний розвивати швидкість до 90 миль/год (140 км/год; 78 вузлів) та витримувати в повітрі два тижні з корисним навантаженням до 10 000 кг
Станом на 2016 рік найбільшим за вагою і найбільшим регулярним літаком з коли-небудь побудованих був Ан-225 «Мрія». Цей шестимоторний транспортний літак радянського виробництва (Української РСР) 1980-х років мав довжину 84 м і розмах крил 88 м. Йому належить світовий рекорд вантажопідйомності, адже він перевіз 194 516 кг товарів, а також здійснив комерційні перевезення 100 т вантажів. З максимальною завантаженою вагою 550—700 т, він також був найважчим літаком, побудованим на сьогодні. Він міг розвивати швидкість 500 миль/год (800 км/год; 430 вузлів). Літак був знищений під час російсько-української війни.
Найбільшими військовими літаками є український Ан-124 «Руслан» (другий за величиною літак у світі, який також використовується як цивільний транспортний літак) та американський транспортний літак C-5 Galaxy, вага яких із завантаженням становить понад 380 т. 8-моторний поршнево-пропелерний Hughes H-4 «Spruce Goose» — американський дерев'яний транспортний літак часів Другої світової війни з більшим розмахом крил (94 м), ніж будь-який сучасний літак, і висотою хвоста, що дорівнює найвищому (Airbus A380-800 заввишки 24,1 м) — здійснив лише один короткий переліт наприкінці 1940-х років і ніколи не виходив з-під дії сили тяжіння землі.
Найбільшими цивільними літаками, окрім вищезгаданих Ан-225 та Ан-124, є вантажний транспортний літак Airbus Beluga, створений на основі реактивного авіалайнера Airbus A300, та вантажний транспортний літак Boeing Dreamlifter, створений на основі реактивного авіалайнера/транспортного літака Boeing 747 (747-200B був, на момент створення в 1960-х роках найважчим літаком, коли-небудь побудованим, з максимальною масою понад 400 т), та двоповерховий реактивний авіалайнер Airbus A380 «супер-джамбо» (найбільший у світі пасажирський авіалайнер).

### За швидкістю
Найшвидшим літаком з фіксованим крилом і найшвидшим планером є «Спейс Шаттл», який увійшов в атмосферу зі швидкістю майже 25 Махів або 28 200 км/год.
Найшвидший зареєстрований політ літака з двигуном та найшвидший зареєстрований політ літака з повітряно-реактивним двигуном був здійснений NASA X-43 A Pegasus, експериментальним дослідницьким літаком з гіперзвуковим підйомним корпусом та двигуном ГПВРД, зі швидкістю 9,68 Маха або 10 870 км/год 16 листопада 2004 року.
До появи X-43A найшвидшим зареєстрованим польотом літака з двигуном, і досі рекордом найшвидшого пілотованого літака з двигуном, був North American X-15 з ракетним двигуном, який розвинув швидкість 6,7 Маха або 7 274 км/год 3 жовтня 1967 року.
Найшвидший пілотований літак на повітряній подушці — Lockheed SR-71 Blackbird, американський реактивний літак-розвідник, який 28 липня 976 року розвинув швидкість 3530 км/год.

## Національна приналежність повітряного судна
Повітряні судна мають національність тієї держави, в якій вони зареєстровані. Не може вважатися дійсною реєстрація повітряного судна більш ніж в одній державі.
Наразі всі реєстраційні знаки на повітряних суднах упорядковані відповідно до правил ІКАО.
Після реєстрації повітряного судна у державному реєстрі, на нього наноситься національний та реєстраційний знак, у місцях та за правилами, обумовленими у додатку 7 до конвенції ІКАО.
Національний знак обирають із серії національних символів, включених до позивних радіозв'язку, що виділені державі реєстрації Міжнародним союзом електрозв'язку. Державний знак повідомляється в Міжнародну організацію цивільної авіації.
На повітряні судна військового призначення наносяться національні розпізнавальні знаки на елементи конструкції планера у вигляді національних символів і бортові цифрові номери. У країнах НАТО (наприклад, США) також наноситься цифро-літерне маркування приналежності до конкретного підрозділу та його емблема, наприклад, абревіатура «NH» позначає 11-те авіаційне крило Тихоокеанського флоту США, приписане до авіаносця № 68 «Німіц», абревіатура VFA-154  на цьому ж літаку означає його приналежність до 154-ї ударної ескадрильї «Чорні лицарі».

## Вплив на навколишнє середовище
Двигуни літаків виробляють гази, шум і тверді частинки, що утворюються під час згоряння палива, що викликає занепокоєння екологів щодо їхнього глобального впливу та якості повітря на місцях.
Реактивні авіалайнери сприяють зміні клімату, викидаючи вуглекислий газ (CO2), найбільш вивчений парниковий газ, а також, з меншим науковим розумінням, оксиди азоту, інверсійні сліди та тверді частинки. Їхній радіаційний вплив оцінюється в 1,4 раза більший, ніж від CO2, за винятком індукованої перистої хмари, рівень наукового пізнання якої дуже низький. У 2018 році глобальні комерційні операції спричинили 2,4 % викидів CO2. Реактивні авіалайнери стали більш економічними, а викиди CO2 на тоннокілометр (RTK) у 2018 році становили 47 % від рівня 1990 року. У 2018 році викиди CO2 в середньому становили 88 грамів CO2 на одного пасажира на кілометр. Хоча авіаційна галузь є більш паливно ефективною, загальні викиди зросли зі збільшенням обсягу авіаперевезень. До 2020 року викиди від авіації були на 70 % вищими, ніж у 2005 році, а до 2050 року вони можуть зрости на 300 %.
Шумове забруднення від літаків порушує сон, заважає навчанню дітей і може підвищити ризик серцево-судинних захворювань. Аеропорти можуть забруднювати воду через інтенсивне використання авіаційного палива та хімікатів для боротьби з льодом, якщо їх не стримувати, забруднюють прилеглі водойми. Авіаційна діяльність призводить до викиду озону та надтонких частинок, які становлять небезпеку для здоров'я. Поршневі двигуни, що використовуються в авіації загального призначення, спалюють авіабензин, виділяючи токсичний свинець.
Вплив авіації на навколишнє середовище можна зменшити завдяки кращій економії палива в літаках або оптимізації управління повітряним рухом та маршрутів польотів, щоб зменшити вплив на клімат не пов'язаних з викидами CO2 оксидів азоту, твердих частинок або бортових відходів. Авіаційне біопаливо, торгівля квотами на викиди та компенсація викидів вуглекислого газу, що є частиною програми ІКАО CORSIA, можуть знизити викиди CO2. Використання авіації можна зменшити шляхом заборони коротких перельотів, залізничного сполучення, особистого вибору, а також оподаткування та субсидування авіації. Літаки, що працюють на паливі, можуть бути замінені гібридними електричними літаками, електричними літаками або літаками на водневому паливі. З 2021 року члени IATA планують досягти нульового рівня викидів вуглецю до 2050 року, а ІКАО – у 2022 році.